# 2592 Hunan
2592 Hunan је астероид главног астероидног појаса чија средња удаљеност од Сунца износи 3,119 астрономских јединица (АЈ).
Апсолутна магнитуда астероида је 11,6.